# Гојко Вуковић
Гојко Вуковић (Мостар, 31. јул 1887 — Мостар, 6. јул 1934), револуционар и политички радник.

## Биографија
Рођен је 31. јула 1887. године у Мостару. По занимању је био лимарски радник. Лимарски занат изучио је у родном граду, где је до 1914. године радио и привремено „френтовао“ по неким европским земљама. Већ је тада радио на оснивању и учвршћивању организација синдиката и Социјалдемократске странке Босне и Херцеговине у Мостару и околини, да би после отпуштања из аустроугарске војске, у којој је служио од 1914. до краја 1916. године, у полулегалној политичкој активности постао истакнути лидер радничког покрета у Мостару и читавој Херцеговини.
И после цепања радничког покрета између 1918. и 1920. године остао је веран свом претежито револуционарном опредељењу, тако да је од Вуковарског конгреса Комунистичке партије Југославије (КПЈ) до своје смрти био члан Централног већа, односно Централног комитета КПЈ.
На листи КПЈ изабран је у Мостару за посланика Конституанте и био носилац радничке листе за мостарски округ 1923, 1925. и 1927. године.
Учествовао је у раду Трећег конгреса КПЈ и Четвртог конгреса Коминтерне. Често затваран од стране полицијских органа, 1929. године био је осуђен од стране Државног суда за заштиту државе у Београду на три године робије.
Након изласка из казнионице у Сремској Митровици у мају 1932. године, иако под сталном полицијском присмотром, Вуковић је наставио свој револуционарни рад.
Умро је 6. јула 1934. године у Мостару од последица пада са крова једне куће на којој је обављао лимарске радове.
Након Гојкове смрти његова породица — супруга Златка и деца Младен, Слободан, Радојка и Раде наставили су да буду активни учесници револуционарног комунистичког покрета у Мостару. У њиховој кући, 31. јула 1941. године одржавао се партијски састанак, на који је упала усташка полиција. Том приликом била је ухапшена Гојкова супруга Златка (1893—1941) и истог дана стрељана. Након упада усташа у кућу, Гојков син Слободан (1919—1941) је побегао у село Родоч, али је истог дана био ухапшен и сутрадан 1. августа је стрељан заједно са Јусуфом Чевром, народним херојем.
И остала Гојкова деца страдала су у току Народноослободилачког рата - најстарији син Младен (1917—1942), погинуо је на Романији; ћерка Радојка (1924—1943) је била заробљена после Пете непријатељске офанзиве и потом убијена у логору Јасеновац; најмлађи син Раде (1926—1945), погинуо је у завршним борбама за ослобођење земље на Иван седлу, на Зеленгори.